# Denise Neanne
Denise Neanne est une patineuse artistique française, vice-championne de France en 1964.

## Biographie

### Carrière sportive
Denise Neanne est vice-championne de France en 1964 à Boulogne-Billancourt, derrière sa compatriote Nicole Hassler.
Elle représente la France à deux championnats européens (1965 à Moscou et 1966 à Bratislava). Elle n'est pas sélectionnée par la fédération française des sports de glace pour participer aux mondiaux et aux Jeux olympiques d'hiver.
Elle quitte les compétitions sportives en 1967.

### Reconversion
Denise Neanne a un diplôme d'études approfondies (DEA) en philosophie ("Le patinage artistique : une esthétique sous surveillance") et est doctorante en sociologie à l'Université Paul-Valéry-Montpellier.

## Palmarès
| Compétition             | 1964    | 1965    | 1966    | 1967    |  |  |  |  |  |  |  |  |  |  |
| Jeux olympiques d'hiver |         |         |         |         |  |  |  |  |  |  |  |  |  |  |
| Championnats du monde   |         |         |         |         |  |  |  |  |  |  |  |  |  |  |
| Championnats d’Europe   |         | 18e     | 20e     |         |  |  |  |  |  |  |  |  |  |  |
| Championnats de France  | 2e      | 3e      | 3e      | 3e      |  |  |  |  |  |  |  |  |  |  |
|                         |         |         |         |         |  |  |  |  |  |  |  |  |  |  |
| Autre Compétition       | 1963/64 | 1964/65 | 1965/66 | 1966/67 |  |  |  |  |  |  |  |  |  |  |
| Trophée Richmond        | 9e      | 7e      | 7e      |         |  |  |  |  |  |  |  |  |  |  |
|                         |         |         |         |         |  |  |  |  |  |  |  |  |  |  |